# Liste du patrimoine culturel immatériel de l'humanité au Mali
Cet article recense les pratiques inscrites au patrimoine culturel immatériel au Mali.

## Statistiques
Le Mali ratifie la convention pour la sauvegarde du patrimoine culturel immatériel le 3 juin 2005. La première pratique protégée est inscrite en 2008.
En 2016, le Mali compte 9 éléments inscrits au patrimoine culturel immatériel, 6 sur la liste représentative et 3 sur la liste du patrimoine nécessitant une sauvegarde urgente.

## Listes

### Liste représentative
Les éléments suivants sont inscrits sur la liste représentative du patrimoine culturel immatériel de l'humanité.
| Élément | Type | Subdivision | Année | Lien  | Notes                                                                         | Illus. |
| --- | --- | ----------- | ----- | ----- | ----------------------------------------------------------------------------- | ------ |
| L'espace culturel du yaaral et du degal                                                                                              | pratiques sociales, rituels et événements festifs |             | 2008  | 00132 |                                                                               |        |
| La réfection septennale du toit du Kamablon, case sacrée de Kangaba                                                                  | pratiques sociales, rituels et événements festifs savoir-faire liés à l’artisanat traditionnel | Kangaba     | 2009  | 00190 |                                                                               |        |
| La Charte du Mandén, proclamée à Kouroukan Fouga                                                                                     | traditions et expressions orales |             | 2009  | 00290 |                                                                               |        |
| Les pratiques et expressions culturelles liées au balafon et au kolintang au Mali, au Burkina Faso, en Côte d'Ivoire et en Indonésie | traditions et expressions orales arts du spectacle pratiques sociales, rituels et événements festifs connaissances et pratiques concernant la nature et l'univers savoir-faire liés à l'artisanat traditionnel |             | 2012  | 02131 | Partagé avec le Burkina Faso et la Côte d'Ivoire Étendu en 2024 à l'Indonésie |        |
| Les pratiques et savoirs liés à l’imzad des communautés touarègues de l’Algérie, du Mali et du Niger                                 | arts du spectacle |             | 2013  | 00891 | Partagé avec l'Algérie et le Niger                                            |        |
| La sortie des masques et marionnettes de Markala                                                                                     | arts du spectacle pratiques sociales, rituels et événements festifs | Markala     | 2014  | 01004 |                                                                               |        |

### Patrimoine immatériel nécessitant une sauvegarde urgente
Les éléments suivants sont inscrits sur la liste du patrimoine immatériel nécessitant une sauvegarde urgente.
| Élément | Type                                                                               | Subdivision | Année | Lien  | Notes | Illus. |
| --- | ---------------------------------------------------------------------------------- | ----------- | ----- | ----- | ----- | ------ |
| Le Sanké mon, rite de pêche collective dans le Sanké                                                         | pratiques sociales, rituels et événements festifs                                  | San         | 2009  | 00289 |       |        |
| La société secrète des Kôrêdugaw, rite de sagesse du Mali                                                    | pratiques sociales, rituels et événements festifs traditions et expressions orales |             | 2011  | 00520 |       |        |
| Les pratiques et expressions culturelles liées au "M'bolon", instrument de musique traditionnel à percussion | savoir-faire liés à l’artisanat traditionnel traditions et expressions orales      |             | 2021  | 01689 |       |        |

### Registre des meilleures pratiques de sauvegarde
Le Mali ne compte aucune pratique listée au registre des meilleures pratiques de sauvegarde.